# Ce qu'Einstein ne savait pas encore
Ce qu’Einstein ne savait pas encore est une mini-série documentaire britannique en trois volets (Einstein's Dream, Strings The Thing et Welcome To The 11th Dimension en version originale) réalisée en 2004 par Joseph Mac Master. Elle est animée par Brian Greene et fondée sur son livre L'Univers élégant, traitant de la physique quantique, en particulier dans le cadre plus général de la théorie des cordes.
Elle est présentée dans le cadre de l'émission Nova à la chaîne PBS. La série est également diffusée notamment en France et en Allemagne sur la chaîne télévisée Arte en 2006.